# Bullpup

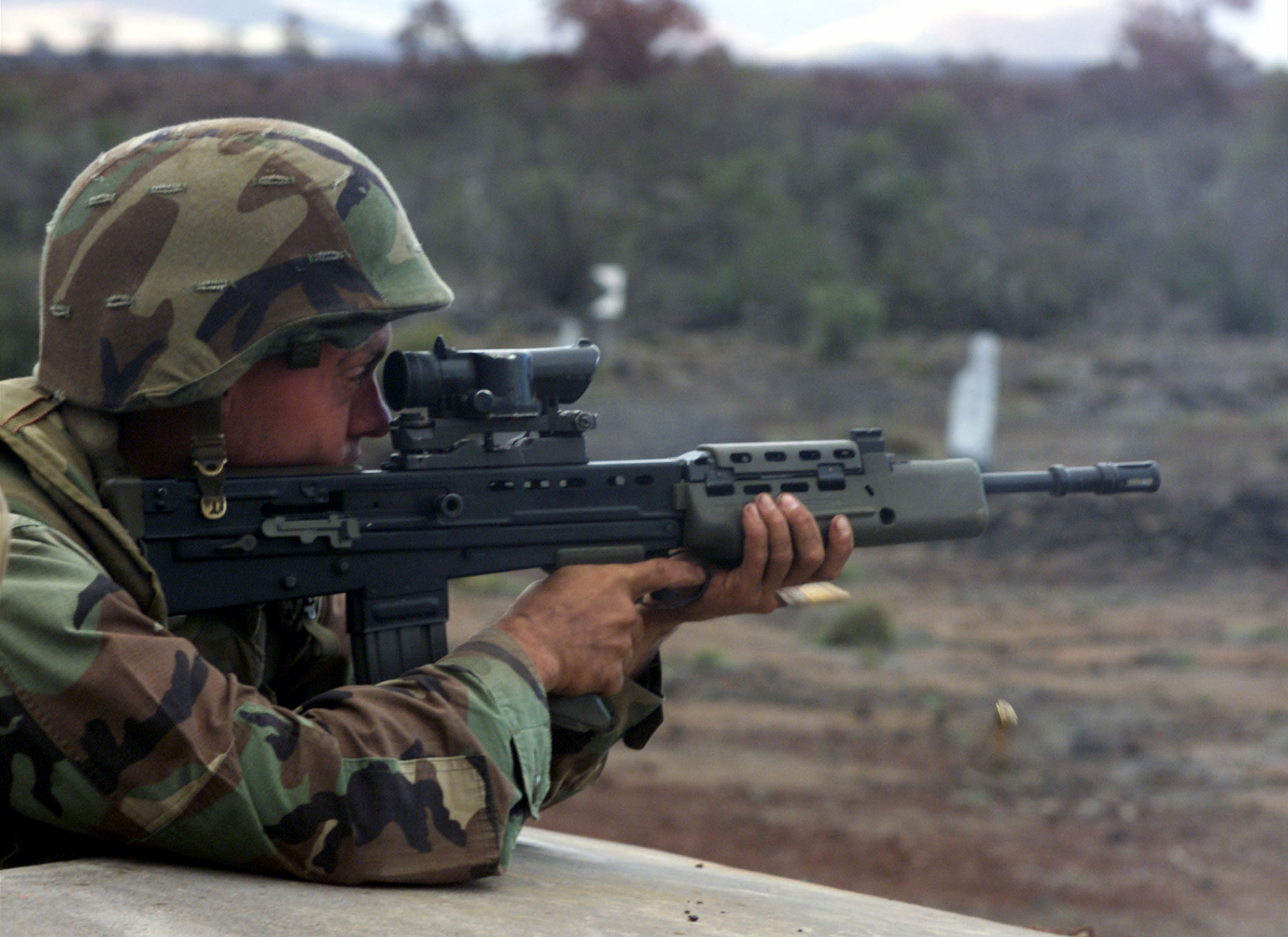
Il britannico SA80

Bullpup indica un fucile in cui culatta, otturatore e caricatore sono alloggiati nel calcio e sono posti dietro il grilletto. Ciò permette di avere un'arma più corta a parità di lunghezza della canna.
Questa configurazione è ampiamente utilizzata nella costruzione di mitra, ma anche per creare fucili d'assalto. Tale configurazione è anche utilizzata per fucili di precisione, ad esempio il Barrett M95, il Walther WA 2000, il Dragunov SVU ed il Bor.

## Pregi e difetti
Adottando una configurazione bullpup si ottiene un fucile a parità di lunghezza di canna più corto e più leggero (anche se non sempre) e in genere più bilanciato. Questo si traduce in una maggior mobilità in ambienti ristretti, come all'interno di edifici o nell'uscita da mezzi di trasporto. 

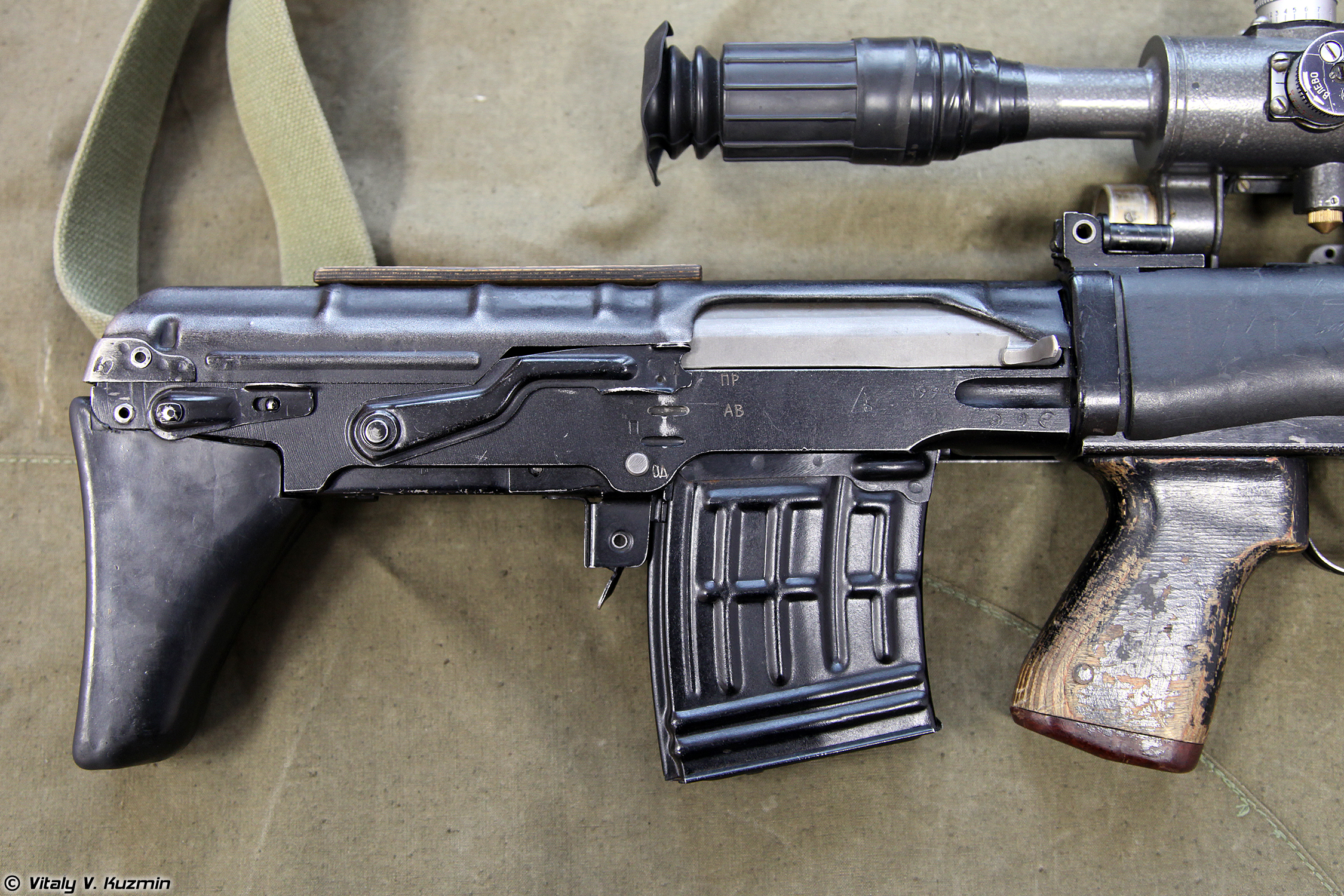
Dettaglio di un Dragunov SVU; notare il caricatore posto tra il calcio e l'impugnatura del grilletto

Esistono però diversi difetti, fra cui:
- il fatto che l'arma può essere usata solo su una spalla, perché l'uscita dei bossoli è all'altezza della guancia e quindi molti fucili bullpup non sono ambidestri. Il problema affligge anche i soldati destrimani, che non possono usare l'arma con l'altra mano nei casi in cui devono sparare oltre gli angoli (difetto che il FAMAS non ha in quanto il gruppo otturatore può essere facilmente invertito per venire incontro ai tiratori mancini, anche altre armi hanno questo accorgimento; altri fucili, come l'FN F2000 e l'A-91M, hanno risolto il problema espellendo i bossoli per mezzo di una canna laterale parallela a quella di sparo, mentre il P90 li espelle attraverso un'apertura nella parte inferiore del castello);
- la camera di scoppio vicina all'orecchio del tiratore rende la deflagrazione pericolosa per l'udito, e su alcuni modelli la camera di scoppio è fortemente insonorizzata;
- la configurazione bullpup può essere adottata solo per pochi tipi di armi, perché la particolare posizione della camera di scoppio e del caricatore rende problematico l'utilizzo di caricatori a nastro e a tamburo. Questo diminuisce la modularità dell'arma, che può essere difficilmente modificata in combattimento da fucile d'assalto a mitragliatrice di supporto. Ciononostante sia gli inglesi, sia i cinesi hanno realizzato delle mitragliatrici leggere derivate dai loro fucili d'assalto: la L86 LSW britannica, derivata dal fucile d'assalto L85, e la QBB-95 cinese, derivata dal QBZ-95. Entrambe sono alimentate mediante un serbatoio a tamburo da 80/100 colpi.

## Fucili famosi

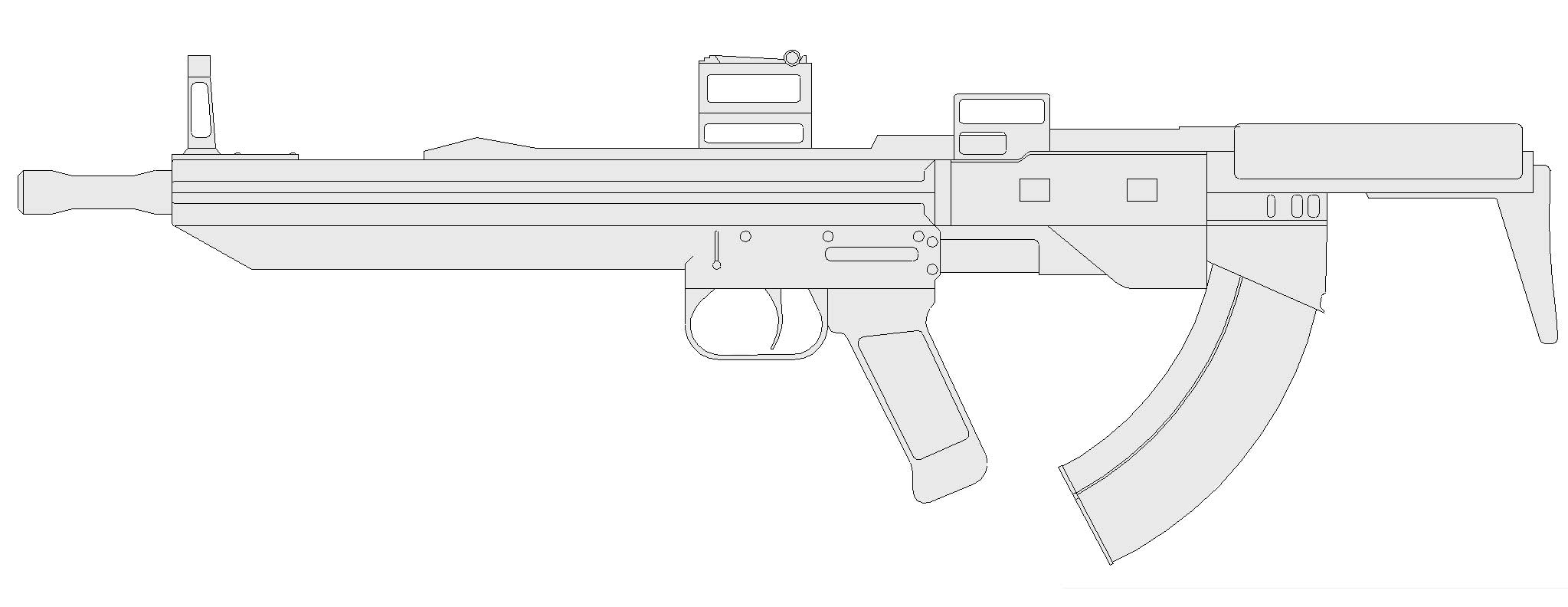
TKB-059, uno dei vari prototipi sovietici bullpup mai entrati in servizio

Tra i più importanti l'austriaco Steyr AUG (l'unico ad aver ottenuto successi commerciali al di fuori del paese d'origine), il britannico Enfield SA80, i russo KBP A-91M, il belga FN F2000, il cinese QBZ-95 ed il francese GIAT FAMAS. Più recente il Tavor TAR-21 dell'israeliana IWI, il FAD peruviano e l'iraniano Khaybar KH2002. Oppure, il meno noto VHS, prodotto in Croazia e il LAPA FA-03 (prototipo brasiliano).